# إعجاز حسين الكنتوري
السيد إعجاز حسين بن محمد قلي خان الموسوي الكنتوري النيشابوري اللكهنوي (1240 هـ - 1286 هـ). هو رجل دين وفقيه ومتكلم شيعي هندي، وينتمي لأسرة معروفة في الأوساط الدينية الشيعية حيث أن والده هو محمد قلي خان الموسوي وهو مرجع من مراجع الشيعة آنذاك، وأخوه الأكبر هو حامد حسين الكنتوري مؤلف كتاب عبقات الأنوار في الإمامة الأطهار، وقد ذكر علي التبريزي في مرآة الكتاب ما نصّه: ”لم أقف على ترجمته إلا أنه كان معيناً لأخيه العلامة المزبور في تأليف كتاب عبقات الأنوار“.

## مؤلفاته
من مؤلفاته المذكورة في الفهارس وكتب التراجم:
| - كشف الحجب والأستار عن أسماء الكتب والأسفار. فهرس لعناوين عدد من الكتب الشيعية. - شذور العقيان في تراجم الأعيان. | - رسالة في ترجمة الفقيه الشيعي محمد عناية الدهلوي ذكرت في ترجمته في كتاب نجوم السماء، ونقلها الطهراني في الذريعة. |

### كتب
- معجم المؤلفين. عمر كحالة، طبع بيروت - لبنان، تاريخ الطبع مفقود، منشورات إحياء التراث العربي.
- مرآة الكتب. علي التبريزي، طبع قم - إيران، عام 1414 هـ، منشورات مكتبة آية الله المرعشي النجفي.
- الذريعة إلى تصانيف الشيعة. آغا بزرگ الطهراني، طبع بيروت - لبنان، تاريخ الطبع مفقود، منشورات دار الأضواء.

### إشارات مرجعية
1. 1 2  
كحالة، عمر. معجم المؤلفين - ج2. ص. 303. مؤرشف من الأصل في 2019-12-10.
2. ↑  
التبريزي، علي. مرآة الكتب. ص. 367. مؤرشف من الأصل في 2019-12-10.
3. ↑  كامل سلمان الجبوري (2003). معجم الأدباء من العصر الجاهلي حتى سنة 2002م. بيروت: دار الكتب العلمية. ج. 1. ص. 374. ISBN:978-2-7451-3694-7. LCCN:2003489875. OCLC:54614801. OL:21012293M. QID:Q111309344.
4. ↑  الطهراني، آغا بزرگ. الذريعة إلى تصانيف الشيعة - ج4. ص. 159. مؤرشف من الأصل في 2020-01-10.